# Love Part 2
Love: Part Two è il quarto album del gruppo alternative rock Angels & Airwaves, pubblicato l'11 novembre 2011 dalla loro etichetta To the Stars Records.
Quest'album è il prosieguo del precedente Love, uscito nel 2010.
Il primo singolo dell'album è Anxiety, uscito l'11 agosto 2011, mentre il secondo è stato Surrender, messo in commercio il successivo 21 ottobre.
Il 4 ottobre 2011 Atom Willard lascia la band, venendo sostituito da Ilan Rubin. Ciò nonostante le parti di batteria sono state registrate dallo stesso Atom.

## Tracce
Testi di Tom DeLonge, musiche di Angels & Airwaves.
1. Saturday Love – 4:21
2. Surrender – 4:30
3. Anxiety – 5:03
4. My Heroine (It's Not Over) – 3:45
5. Moon as My Witness – 4:14
6. Dry Your Eyes – 5:00
7. The Revelator – 4:52
8. One Last Thing – 2:54
9. Inertia – 4:30
10. Behold a Pale Horse – 4:04
11. All That We Are – 5:36

## Formazione
- Tom DeLonge – voce, chitarra
- David Kennedy – chitarra
- Matt Wachter – basso
- Atom Willard – batteria